# Daniel Corral
Pour les articles homonymes, voir Corral (homonymie).
Daniel Corral Barrón (né le 25 janvier 1990 à Ensenada) est un gymnaste mexicain.
C'est le premier gymnaste du Mexique à avoir remporté une médaille aux championnats du monde, au cheval d'arçons à Anvers en 2013.